# Tîsalovo, Teceu
Tîsalovo (în ucraineană Тисалово) este un sat în comuna Novoselîțea din raionul Teceu, regiunea Transcarpatia, Ucraina.

## Demografie
Componența lingvistică a localității Tîsalovo
     Ucraineană (99,69%)
     Alte limbi (0,31%)
Conform recensământului din 2001, majoritatea populației localității Tîsalovo era vorbitoare de ucraineană (99,69%), existând în minoritate și vorbitori de alte limbi.